# Polystichum yadongense
Polystichum yadongense är en träjonväxtart som beskrevs av Ren-Chang Ching och S. K. Wu. Polystichum yadongense ingår i släktet Polystichum och familjen Dryopteridaceae. Inga underarter finns listade.